# MCA Records
MCA Records — американська компанія звукозапису, що належить до Universal Music Group. Заснована 1962 року, а 2003 року влилася у Geffen Records.
Лейбл записував таких визначних музикантів, як Елтон Джон, Бі Бі Кінг, Хаулін Вульф, гурт The Who та інші.

## Історія
MCA зайнялася звукозаписувальним бізнесом в 1962 році, коли її придбала американська філія британської Decca Records (заснованої в 1934 році).
Придбані активи також включали Coral Records і Brunswick Records. Крім усього іншого, американський підрозділ Decca володів Universal Studios. Після покупки MCA перетворила Universal в одну з найкращих кінокомпаній в країні. У 1966 році MCA створила Uni Records, а в 1967 році придбала Kapp Records.
У 1970 році MCA реорганізувала її канадську компанію Compo Company Ltd. into MCA Records (Канада).
У 1971 році MCA консолідувала свої компанії Decca, Kapp і Uni в MCA Records зі штаб-квартирою в Юніверсал Сіті, Каліфорнія.
Першим релізом нової компанії в США стала пісня 1972 року Crocodile Rock Елтона Джона, якого раніше представляла компанія Uni Records.

## Музиканти MCA Records
- Aqua
- Bell Biv Devoe
- Mary J. Blige
- Beijing Spring
- Blackalicious
- Blink-182
- Boston
- Bobby Brown
- Budgie
- Джиммі Баффет
- The Cardigans
- Belinda Carlisle
- Cher
- Colosseum II
- Common
- Alice Cooper
- The Crusaders
- Kiki Dee (Rocket/MCA)
- Ніл Даймонд
- Joe Dolce
- Sheena Easton
- The Fixx
- Flotsam and Jetsam
- Guy
- Aaron Hall
- Damion Hall
- Anthony Hamilton
- Tasha Holiday
- Rupert Holmes
- II D Extreme
- Immature
- Jodeci
- Elton John
- K-Ci & JoJo
- Krokus
- July For Kings
- B.B. King
- Femi Kuti
- Leapy Lee
- London Jones
- Lynyrd Skynyrd
- Patti Labelle
- Meat Loaf
- Dannii Minogue
- Monteco
- Гері Мур
- Musical Youth
- New Edition
- New Found Glory
- Олівія Ньютон-Джон
- Night Ranger
- Kardinal Offishall
- Tom Petty and the Heartbreakers
- Poco
- Jesse Powell
- Ralph Tresvant
- Raven-Symone
- Ready for the World
- The Roots
- Buffy Sainte-Marie
- Telly Savalas
- Neil Sedaka (Rocket/MCA)
- Shai
- Soul for Real
- Spinal Tap
- Spyro Gyra
- Stackridge
- Sublime
- Triumph
- Trixter
- Tracey Ullman (Stiff/MCA)
- The Who (US and Canada only)
- Wishbone Ash